# Paus Lucius III
Lucius III, geboren als Ubaldo Allucingoli (Lucca, 1097 – Verona, 25 november 1185) was paus van 1 september 1181 tot aan zijn dood.

## Levensloop
Hij was oorspronkelijk een cisterciënzer (hij zou Bernard van Clairvaux nog hebben gekend) en werd rond 1141 door Innocentius II tot kardinaal-priester benoemd. In 1156 sloot hij het verdrag van Benevento met Willem I van Sicilië af en in 1159 werd hij door paus Alexander III benoemd tot kardinaal-bisschop van Ostia en Velletri. Hij werd een naaste vertrouweling van de paus, maar tevens zag hij in dat men tot een vergelijk moest komen met Frederik Barbarossa. Na de vrede van Venetië (1177), waarbij een vriendschappelijke overeenkomst was gesloten tussen Alexander III en Frederik I, werd Ubaldo door deze laatste gevraagd om te bemiddelen in de strijd om de landgoederen van markgravin Mathilde van Toscane. Deze had haar goederen namelijk eerst geschonken aan paus Gregorius VII en nadien nog eens aan paus Paschalis II (17 november 1102), maar de keizer weigerde dit te aanvaarden. Hij slaagde er niet in om een bevredigende oplossing te vinden, maar zijn tijdgenoten geloofden dat hij altijd had getracht rechtvaardig te zijn.
Toen hij op 1 september 1181, één dag na de dood van Alexander, al tot paus werd gekozen te Velletri, weigerde hij de (traditionele) gelduitdeling te doen aan het volk van Rome, waardoor zijn troonsbestijging de zondag daarop (6 september 1181) in Velletri moest gebeuren. Hij kon het slechts enkele maanden (november 1181 - maart 1182) uithouden in de Sint-Jan van Lateranen en ontvluchtte Rome. Hij ging naar Velletri waar hij een gezantschap van koning Willem I van Schotland ontving, die om absolutie kwamen vragen voor de koning die door Alexander III in de ban was geslagen. Lucius III schonk daarop Willem I absolutie en als teken van zijn goede wil zond hij hem zelfs een Gouden Roos op 17 maart 1183.
Intussen wenste de raad van 25 senatoren, die Rome regeerde, Tusculum te onderwerpen omdat deze stad de paus gunstig gezind was. De paus wist contact op te nemen met Christiaan I van Buch, de aartsbisschop van Mainz en een bekwaam krijgsheer, en deze trok met zijn troepen vanuit Toscane om Tusculum te ontzetten. Nadat hij de stad had ontzet, werd hij ziek en zou daarop overlijden. De paus, die nu alleen stond, trok daarop naar keizer Frederik in Verona, waar hij op 22 juli 1183 aankwam. Hij zou echter tot eind september moeten wachten voordat Barbarossa de stad binnentrok en de onderhandelingen konden beginnen. Deze bijeenkomst, die veel weg had van een kerkvergadering, wordt beschouwd als de belangrijkste gebeurtenis van zijn pontificaat, want paus en keizer besloten de handen ineen te slaan in de strijd tegen de ketters (Katharen, Waldenzen, Arnoldisten) en legden met de bul Ad Abolendam de basis voor de inquisitie (4 november 1184). Hij vernieuwde hierin de opdracht van bisschoppen tot vervolging van ketters. Door de aanwezigheid van Heraclius, de patriarch van Jeruzalem, en de grootmeester van de ridderorde wist hij bovendien de keizer te overtuigen om een nieuwe Kruistocht te organiseren. Hij zou het Privilegium Romanum (1100) van Paschalis II bevestigen alsook de Charta caritatis (1119) van Paus Calixtus II die de cisterciënzers vrijstelden van belasting (22 november 1184). Op andere punten kwam men echter niet tot een overeenkomst: zo weigerde de paus Barbarossa's zoon, de latere keizer Hendrik VI te erkennen als diens mederegent zolang Frederik I zelf nog leefde. Wat wel zeer waarschijnlijk is, is dat hij de verloving van Hendrik (VI) met zijn tante Constance van Sicilië niet afkeurde, hoewel dit een verzwakking van de pauselijke macht in Midden-Italië betekende. 
Uit vrees voor nog verder toegevingen wist een deel van de curie verdere onderhandelingen te verhinderen. Door de militaire acties van Hendrik VI in Trier en de uitblijvende hulp van de keizer tegen de opstandige Romeinen, werd het conflict tussen paus en keizer echter verder op de spits gedreven. Voordat het echter tot een nieuwe confrontatie kwam te Verona, kwam Lucius III te overlijden. Hij vond zijn rustplaats in de dom van deze stad.